# 高马士
约瑟夫·科尔马什（捷克語：Josef Kolmaš，1933年8月6日—2021年2月9日），中文名高马士，是捷克汉学家、藏学家、翻译家。捷克科学院学术委员会委员，1994年至2002年担任捷克科学院东方研究所所长。

## 生平
1933年8月6日出生于摩拉维亚的捷米采。在基約夫读完高中后考入布拉格查理大学人文艺术学院汉语专业，师从普实克，1957年毕业。同年来到北京中央民族学院（现中央民族大学）学习西藏语言文学，师从于道泉。他还参观了成都和兰州的藏学研究中心。1959年毕业后回国。1965年获得捷克斯洛伐克科学院科学副博士学位，1966年获布拉格查理大学文学硕士学位，1991年获得捷克斯洛伐克科学院科学博士学位。1994年至2002年，担任捷克科学院东方研究所所长。2021年2月9日逝世。

## 主要贡献
主要研究课题为西藏历史与汉藏关系。译作有：白居易诗选《黑龙潭》（1994年第三版更名为《杏园中的枣树》）、法显的《佛国记》（1972年布拉格首版）、《严嘉乐从中国寄回的信》（1994年布拉格）、《布拉格收藏的德格版藏文印本书》、《西藏灵书》等；论文有《1913-1914年的西藏能自行和另一个国家建立条约关系吗？》（捷克文）。